# Neopromachus parvulus
Neopromachus parvulus är en insektsart som beskrevs av Günther 1929. Neopromachus parvulus ingår i släktet Neopromachus och familjen Phasmatidae. Inga underarter finns listade i Catalogue of Life.